# Indaiatuba
Indaiatuba is een gemeente in de Braziliaanse deelstaat São Paulo. De gemeente telt 235.367 inwoners (schatting 2016).

## Aangrenzende gemeenten
De gemeente grenst aan Cabreúva, Campinas, Elias Fausto, Itu, Itupeva, Monte Mor en Salto.